# Смоляк Яків Володимирович
Яків Володимирович Смоляк (* 2 березня 1925, Катеринослав, Українська СРР) — радянський драматург.

## Життєпис
З 1931 — актор театру, пізніше — режисер.
Навчався в театральному інституті. 
Автор п'єс «Виродок», «Коричнева імперія», «Гроза над Росією». 
Співавтор сценаріїв фільмів (разом з Леонідом Луковим): «Різні долі», «Про це забувати не можна».
Учасник Німецько-радянської війни, служив на Чорноморському флоті.